# Магніфікат BWV 243
Магніфікат BWV 243 — твір Й. С. Баха, скомпонований 1723 року на латинський текст, в основі якого — Євангеліє від Луки. У 1732–1735 роках Бах переробив твір, зокрема змінив тональність з мі-бемоль мажор на ре мажор, у цій версії виконується в основному на сьогодні (первісна версія у каталозі BWV 243 значиться під номером 273а). Твір є дуже урочистим за своїм характером, і передбачає досить великий склад виконавців: п'ятиголосний хор (SSATB), 3 труби, 2 гобої, 2 гобої д'амур, струнні, литаври i basso continuo.

## Структура
Магніфікат складається з 12 частин: 5 хорів, 5 арій, тріо і дуету. Цілісний твір надзвичайно компактний і динамічний, позбавлений речитативів (що незвично для творчості Й. С. Баха). В заключному хорі використовується матеріал зі вступного хору, що надає твору структуру арки. Версія мі-бемоль мажор (BWV 243a) містить ще чотири частини.
Повний перелік частин твору виглядає так:
- Magnificat anima mea Dominum — хор
- Et exsultavit spiritus meus — арія для альта
- Vom Himmel hoch (BWV 243a) — хорал
- Quia respexit humilitatem ancillae suae — арія для сопрано
- Omnes generationes — хор
- Quia fecit mihi magna qui potens est — арія для баса
- Freut euch und jubiliert (BWV 243a) — хорал
- Et misericordia — duet na tenor i альта
- Fecit potentiam bracchio suo — хор
- Gloria in excelsis (BWV 243a) — хор
- Deposuit potentes de sede — арія для тенора
- Esurientes implevit bonis — арія для альта
- Virga Jesse floruit (BWV 243a) — дует для сопрано і баса
- Suscepit Israel puerum suum — тіро для двох сопрано і альта
- Sicut loctus est ad patres nostros — хор
- Gloria Patri, gloria Filio, gloria et Spiritui Sancto — хор